# Podosphaera fusca

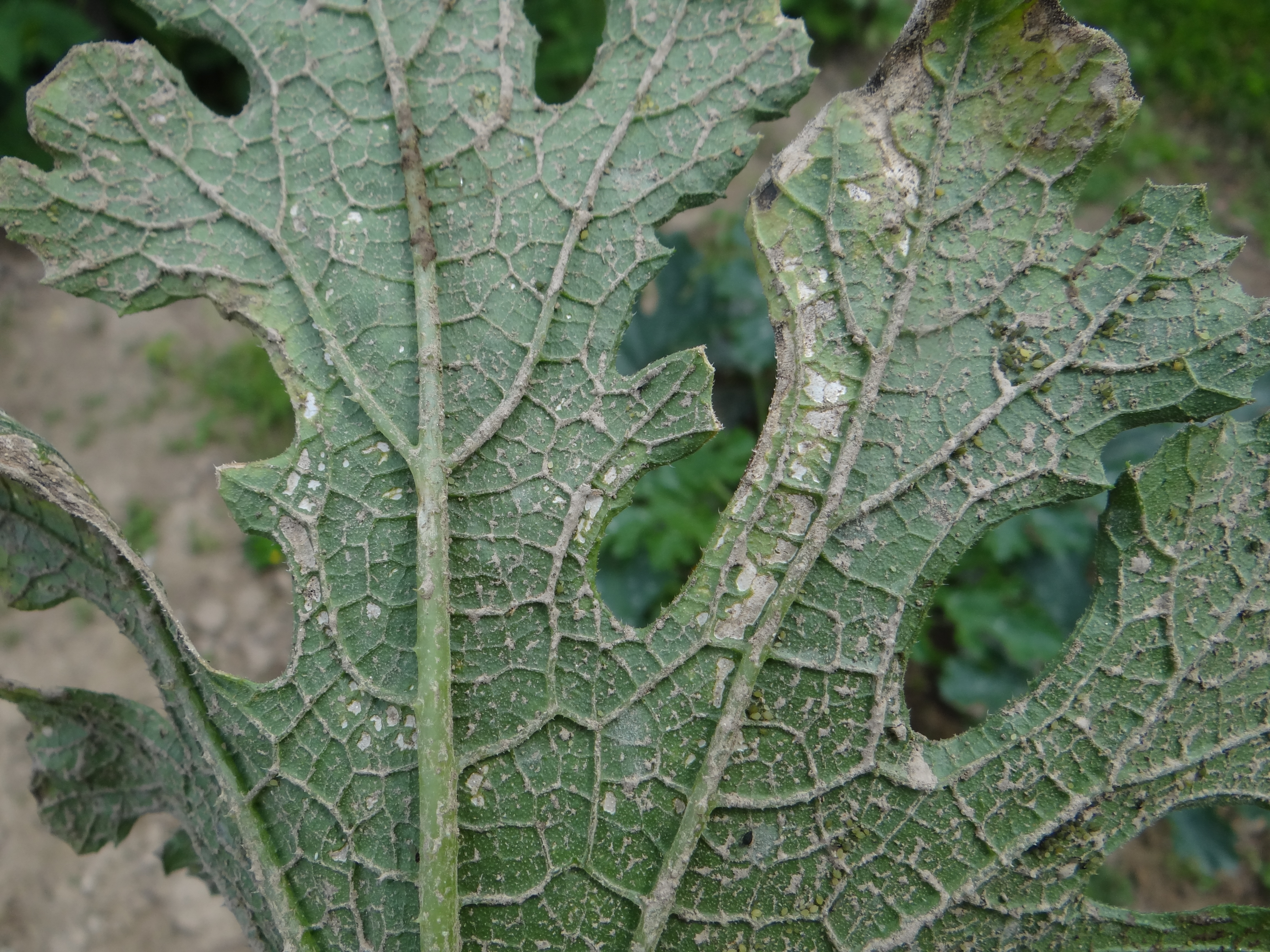
Grzybnia na dolnej stronie liści cukinii

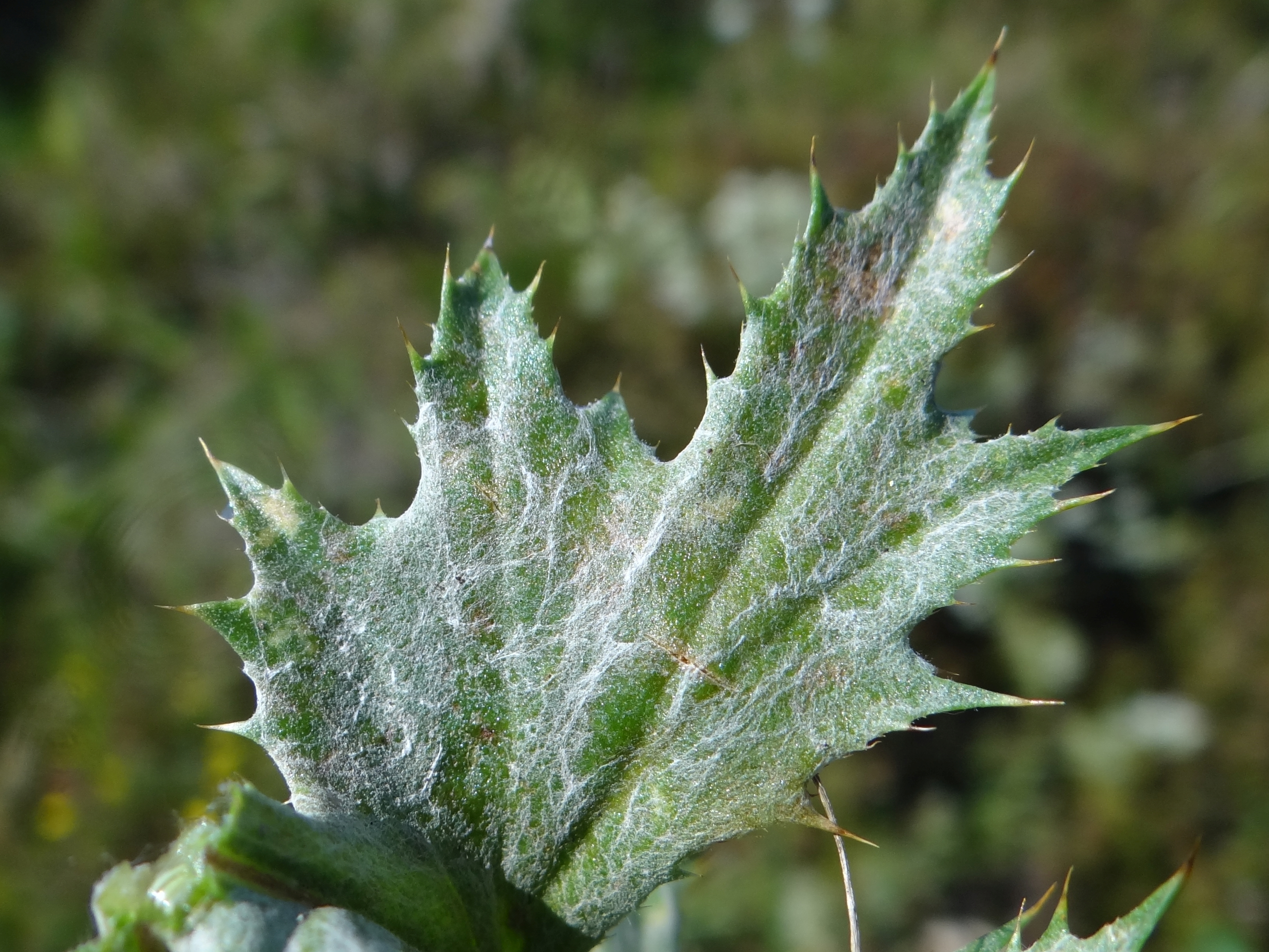
Nalot na liściu ostrożnia

Podosphaera fusca (Fr.) U. Braun & Shishkoff – gatunek grzybów należący do mączniakowatych (Erysiphaceae). 

## Systematyka i nazewnictwo
Pozycja w klasyfikacji według Index Fungorum: Podosphaera, Erysiphaceae, Helotiales, Leotiomycetidae, Leotiomycetes, Pezizomycotina, Ascomycota, Fungi.
Po raz pierwszy takson ten zdiagnozował w 1812 roku Elias Fries, nadając mu nazwę Erysiphe fusca. Obecną, uznaną przez Index Fungorum nazwę nadali mu w 2000 roku Uwe Braun i N. Shishkoff. 
Niektóre synonimy:
- Albigo calendulae (Malbr. & Roum.) Kuntze 1898
- Erysiphe fuscata Berk. & M.A. Curtis 1876
- Meliola calendulae Malbr. & Roum. 1886
- Oidium citrulli J.M. Yen & Chin C. Wang 1973
- Podosphaera phaseoli (Z.Y. Zhao) U. Braun & S. Takam. 2000
- Podosphaera xanthii (Castagne) U. Braun & Shishkoff 2000
- Sphaerotheca astragali var. phaseoli Z.Y. Zhao 1981
- Sphaerotheca calendulae (Malbr. & Roum.) Malbr. 1888
- Sphaerotheca cucurbitae (Jacz.) Z.Y. Zhao 1979
- Sphaerotheca fuliginea f. calendulae (Malbr. & Roum.) Jacz. 1927
- Sphaerotheca fuliginea f. cucurbitae Jacz. 1927
- Sphaerotheca fusca (Fr.) S. Blumer 1933
- Sphaerotheca indica Patw. 1964
- Sphaerotheca melampyri L. Junell 1966
- Sphaerotheca phaseoli (Z.Y. Zhao) U. Braun 1985
- Sphaerotheca verbenae Săvul. & Negru 1955
- Sphaerotheca xanthii (Castagne) L. Junell 1966

## Morfologia i rozwój
Podosphaera fusca na roślinach uprawnych występuje głównie w postaci bezpłciowej anamorfy, teleomorfa spotykana jest bardzo rzadko. Na liściach porażonych roślin anamorfa tworzy biały nalot złożony ze strzępek grzybni, konidioforów i powstających na nich w długich łańcuszkach konidiów. Konidiofory nierozgałęzione i wyprostowane. Bezbarwne konidia mają elipsoidalno-owalny kształt i rozmiary 24–40 × 15–25 μm. Owocniki płciowe typu klejstotecjum są kuliste, ciemnobrązowe lub czarne i najczęściej mają średnicę 70–100 μm. Zawierają po jednym tylko worku z 8 askosporami. 
Zimuje na dwuletnich lub wieloletnich roślinach żywicielskich. Infekcji pierwotnej dokonują konidia i askospory.

## Znaczenie
Pasożyt wielu gatunków roślin należących do rodzin astrowatych, dyniowatych, jasnotowatych, trędownikowatych, psiankowatych i werbenowatych.
Wraz z gatunkiem Golovinomyces orontii u roślin z rodziny dyniowatych (Cucurbitaceae) wywołuje chorobę o nazwie mączniak prawdziwy dyniowatych.